# Odontostilbe
Odontostilbe is een geslacht van straalvinnige vissen uit de familie van de karperzalmen (Characidae).

## Soorten
- Odontostilbe dialeptura (Fink & Weitzman, 1974)
- Odontostilbe dierythrura Fowler, 1940
- Odontostilbe ecuadorensis Bührnheim & Malabarba, 2006
- Odontostilbe euspilurus (Fowler, 1945)
- Odontostilbe fugitiva Cope, 1870
- Odontostilbe littoris (Géry, 1960)
- Odontostilbe microcephala Eigenmann, 1907
- Odontostilbe mitoptera (Fink & Weitzman, 1974)
- Odontostilbe nareuda Bührnheim & Malabarba, 2006
- Odontostilbe pao Bührnheim & Malabarba, 2007
- Odontostilbe paraguayensis Eigenmann & Kennedy, 1903
- Odontostilbe parecis Bührnheim & Malabarba, 2006
- Odontostilbe pequira (Steindachner, 1882)
- Odontostilbe pulchra (Gill, 1858)
- Odontostilbe roloffi Géry, 1972
- Odontostilbe splendida Bührnheim & Malabarba, 2007
- Odontostilbe stenodon (Eigenmann, 1915)